# Kości różnokształtne
Kości różnokształtne, kości nieregularne (łac. ossa multiformia, ossa irregularia) – kości o najbardziej nieregularnym kształcie, których ze względu na skomplikowany i zróżnicowany kształt nie można zaliczyć do żadnego z pozostałych typów kości (długich, płaskich ani krótkich). Zaliczają się do nich między innymi kręgi i kość klinowa.